# لهجة فارسية كويتية
اللهجة الفارسية الكويتية التي تُعرف محليًّا باسم اللهجة العيمية، هي كوينيه ذات أصل فارسي تكوَّنت في فترة تأسيس الكويت إثر هجرة عدد من المجموعات الفارسية التي كانت تتحدث مختلف لهجات اللغة الفارسية.